# Monster (manga)
Monster (viết cách điệu là MONSTER; đôi khi còn có tên là "Monster của Urasawa Naoki") là một bộ manga của Nhật Bản do Urasawa Naoki sáng tác và minh họa. Bộ truyện được Shogakukan xuất bản trên tạp chí Big Comic Original từ năm 1994 đến 2001; các chương truyện được thu thập và tái bản thành 18 tập tankōbon. Nội dung truyện xoay quanh cuộc đời của Tenma Kenzo, một bác sĩ phẫu thuật người Nhật sống tại Đức rơi vào tình cảnh hỗn loạn sau khi dính dáng đến một bệnh nhân cũ của ông là Johan Liebert, một kẻ sát nhân hàng loạt nguy hiểm.
Về sau Urasawa đã sáng tác và vẽ minh họa cho cuốn tiểu thuyết Another Monster với nội dung miêu tả chi tiết các tình tiết trong bộ manga từ góc nhìn của một phóng viên điều tra, được xuất bản năm 2002. Bộ manga đã được xưởng phim Madhouse lựa chọn để chuyển thể thành một sê-ri anime truyền hình kéo dài 74 tập, phát sóng trên kênh Nippon TV từ tháng 4 năm 2004 đến tháng 9 năm 2005. Phim do Kojima Masayuki đạo diễn, Urahata Tatsuhiko chắp bút phần kịch bản và Kōsaka Kitarō chịu trách nhiệm mảng thiết kế nhân vật. Cả loạt manga và anime đều được cấp phép bởi Viz Media để phát hành bằng tiếng Anh tại Bắc Mỹ, riêng bộ anime đã lên sóng trên một số kênh truyền hình. Năm 2013, Siren Visual đã cấp phép phát hành anime tại Úc. 
Monster là tác phẩm đầu tiên của Urasawa nhận được sự hoan nghênh và thành công của quốc tế; bộ truyện tranh đã bán được hơn 20 triệu bản, trở thành một trong những bộ truyện tranh bán chạy nhất mọi thời đại. Manga đã giành được một số giải thưởng, bao gồm Giải Manga Shogakukan lần thứ 46 và Liên hoan Nghệ thuật Truyền thông Nhật Bản. Monster nhận được vô số lời khen ngợi từ giới chuyên môn: nếu bộ manga gặt hái nhiều giải thưởng thì bản anime chuyển thể cũng được xem là một trong những tác phẩm anime hay nhất mọi thời đại.

## Nội dung
Bác sĩ Tenma Kenzo là một bác sĩ chuyên khoa phẫu thuật thần kinh trẻ người Nhật công tác tại bệnh viện Eisler Memorial ở Düsseldorf, Tây Đức. Vốn bất mãn với lối điều trị đặc cách cho những bệnh nhân chính khách và giàu có của bệnh viện, Tenma đã nắm bắt cơ hội để thay đổi sự thiên vị đó sau khi tham gia chữa trị cho anh em sinh đôi Johan và Anna Liebert – những nạn nhân của một vụ thảm sát đẫm máu. Johan dính một vết súng bắn vào đầu, còn Anna thì liên tục lẩm bẩm về chuyện giết người. Tenma đã quyết định chọn cứu Johan thay cho vị thị trưởng nhập viện sau. Kết quả là tính mạng của Johan được bảo toàn nhưng thị trưởng Roedecker lại qua đời; do đó Tenma cũng mất luôn địa vị xã hội mà anh đang có. Không lâu sau, giám đốc bệnh viện của Tenma, ông Heinemann cùng nhiều bác sĩ khác bị sát hại bí ẩn, còn hai đứa trẻ sinh đôi kia cũng mất tích khỏi viện. Cảnh sát nghi ngờ Tenma là hung thủ nhưng họ lại không có bằng chứng nên chỉ có thể thẩm vấn anh.
9 năm sau, Tenma giờ đã làm giám đốc khoa phẫu thuật tại bệnh viện Eisler Memorial. Sau khi Tenma cứu sống một tên tội phạm tên là Adolf Junkers, tên này liên tục lẩm bẩm về một con "quái vật". Trong khi Tenma đem một chiếc đồng hồ trở lại tìm Junkers, ông phát hiện người canh gác phòng của Junkers đã chết còn Junkers thì mất tích. Sau khi truy dấu đến một tòa nhà đang thi công dở nằm ở gần bệnh viện, Tenma thấy Junkers đang bị chĩa súng vào đầu. Junker cảnh báo vị bác sĩ đừng tiến lại gần và cầu xin ông bỏ chạy, nhưng Tenma từ chối và kẻ cầm súng lộ diện chính là Johan Liebert. Bất chấp Tenma cố gắng dùng lời lẽ thuyết phục, Johan vẫn nổ súng lấy mạng Junkers. Kế đó, tên sát nhân nói với Tenma rằng y không thể nào giết chết ân nhân đã cứu mạng mình, rồi y bỏ đi vào bóng tối, để lại Tenma đang chết lặng trước những gì mình chứng kiến.
Phía cảnh sát luôn nghi ngờ Tenma là hung thủ của vụ án năm xưa, đặc biệt là Thanh tra Lunge thuộc tổ điều tra BKA, do đó vị bác sĩ phải cố thu thập thêm thông tin về Johan. Ông sớm phát hiện ra em gái của Johan đang sống hạnh phúc trong một gia đình nọ sau khi được nhận nuôi làm con gái họ; tuy vậy cô vẫn còn những di chứng từ quá khứ khủng khiếp bởi những cơn ác mộng mà cô gặp hàng đêm. Tenma tìm ra Anna vào dịp sinh nhật cô và sau đó biết được rằng cha mẹ nuôi đã đặt tên cho cô là Nina. Tenma đã cố hết sức bảo vệ Anna khỏi Johan, nhưng lại không kịp ngăn y ra tay sát hại cha mẹ nuôi của cô. Sau cùng Tenma tìm ra chân tướng về gốc gác của những tên "quái vật" như Johan: nhiều năm về trước, chính phủ Đông Đức đã sử dụng một trại trẻ mồ côi bí mật tên là "511 Kinderheim" nhằm cố gắng tạo ra những chiến binh hoàn hảo bằng cách lập trình tâm lý của lũ trẻ. Tenma cũng phát hiện ra tác giả những cuốn sách thiếu nhi dùng trong một thí nghiệm ưu sinh tại đất nước Tiệp Khắc cũ. Sau khi biết được những hành vi tàn bạo mà đám "quái vật" kia gây ra, Tenma thề sẽ sửa chữa sai lầm năm xưa qua việc cứu sống Johan.

## Nhân vật

### Chính
- Kenzo Tenma (天馬 賢三, Tenma Kenzō)

Lồng tiếng bởi: Hidenobu Kiuchi
Tenma là một bác sĩ giải phẫu thần kinh người Nhật làm việc tại Bệnh viện Eisler Memorial ở Düsseldorf. Người ta biết rất ít về thời thơ ấu của Tenma ngoài cha và anh trai anh cũng là bác sĩ và mối quan hệ gia đình của anh ngày càng nhạt đi khi anh rời Nhật Bản đến Đức. Anh là một người nhân đạo, quan tâm đến cuộc sống của người khác và lòng tốt của mình ảnh hưởng đến những người anh ấy gặp. Kỹ năng phẫu thuật của mình đã giúp anh ấy trở thành bác sĩ giải phẫu thần kinh trưởng. Anh đã có hôn ước với Eva Heinemann, con gái của Giám đốc bệnh viện Heinemann.
Cảm thấy tội lỗi, anh quyết tâm tìm Johan và kết thúc cuộc đời của "con quái vật" mà anh cảm thấy có trách nhiệm đánh thức, đồng thời trốn tránh Thanh tra Lunge, người nghi ngờ Tenma về vụ giết người hàng loạt. Cuối truyện, anh gia nhập Bác sĩ không biên giới.
- Johan Liebert (ヨハン・リーベルト, Yohan Rīberuto)

Lồng tiếng bởi: Nozomu Sasaki
Johan là con trai song sinh lớn của nhà Liebert, có cha là Michael là cố vấn thương mại Đông Đức đã đào thoát sang phương Tây. Hắn ta là "con quái vật - monster" và là nhân vật phản diện chính của sê-ri. Bí ẩn về quá khứ của hắn là trọng tâm của cốt truyện. Hắn được gọi là Adolf Hitler tiếp theo và chính là ác quỷ. Johan Liebert bị bắn vào đầu khi còn nhỏ khi cha mẹ hắn bị giết tại nhà của họ nhưng được bác sĩ Tenma cứu thoát khỏi cái chết. Hắn tuyên bố yêu em gái song sinh Anna của mình và có một số lòng trung thành với cô. Hắn ta sở hữu sức hút và trí thông minh nhưng cũng xảo quyệt, lôi kéo và lừa dối; trong khi hắn có vẻ tốt bụng, nhân hậu và yêu thương trẻ em nhưng thực ra lại lạnh lùng, tàn nhẫn và về cơ bản là không có khả năng đồng cảm. Hắn ta sử dụng tài năng của mình để thao túng người khác, không có cái kết rõ ràng ngoài việc gây ra đau khổ và hủy diệt. Mục tiêu của hắn ta là giết tất cả những người biết đến sự tồn tại của mình.
- Nina Fortner

Lồng tiếng bởi: Mamiko Noto
Anna Liebert (アンナ・リーベルト, Anna Rīberuto) là em gái song sinh của Johan, người duy nhất sống sót về thể xác không hề hấn gì trong đêm cha mẹ cô bị giết và anh trai cô bị bắn trong một vụ trộm có vẻ như bất thành. Sau khi cô và Johan biến mất, cô được gia đình Fortner từ Heidelberg nhận nuôi, nơi cô được đặt tên là Nina Fortner (ニナ・フォルトナー, Nina Forutonā). Nina là một cô gái trẻ ngọt ngào, tốt bụng, đáng yêu, chăm chỉ và thông minh. Cô dường như có một cuộc sống hạnh phúc khi là sinh viên luật tại Đại học Heidelberg và là một học viên aikido nhưng phát hiện ra có những phần trong quá khứ của mình mà cô ấy không nhớ. Lúc đầu, cô bị mất trí nhớ do chấn thương tâm lý sau vụ tấn công đó. Mặc dù Nina không chia sẻ chứng rối loạn tâm thần của anh trai mình nhưng họ có những nỗi sợ hãi tương tự liên quan đến quá khứ của họ. Nina là một người theo chủ nghĩa hòa bình nhưng sẽ đe dọa (hoặc giết) ai đó nếu cô cảm thấy cần thiết hoặc để bảo vệ người khác. 
Cuối truyện, Nina sắp tốt nghiệp đại học và dự định theo học trường luật.
- Thanh tra Lunge

Lồng tiếng bởi: Tsutomu Isobe
Heinrich Lunge (ハインリッヒ・ルンゲ, Hainrihhi Runge) là một thám tử BKA được giao phụ trách vụ án giết người tại Bệnh viện Eisler Memorial. Ban đầu Lunge cho rằng Johan được Tenma tưởng tượng như một cái cớ, nhưng dần dần tin rằng Tenma bị bệnh đa nhân cách; với việc Tenma cố ép "Johan" lộ diện. Ông dường như không có cảm xúc, điều này cho phép ông ta dấn thân vào mọi vụ án mà mình làm việc. Lunge có trí nhớ tuyệt vời, "nhập dữ liệu" vào đầu bằng cách thực hiện động tác gõ bằng tay. 
- Dieter (ディーター, Dītā)

Lồng tiếng bởi: Junko Takeuchi
Là một cậu bé mà Tenma gặp trong hành trình tìm kiếm Johan. Khi Tenma gặp cậu lần đầu tiên, cậu là một đứa trẻ mồ côi dưới sự chăm sóc của một người đàn ông tên là Hartmann; Tenma sau đó phát hiện ra rằng Dieter bị Hartmann hành hạ thể chất và tâm lý. Hartmann có kế hoạch biến Dieter thành một Johan khác bằng cách áp dụng điều kiện tương tự được sử dụng trong trại trẻ mồ côi 511 Kinderheim, nhưng không thành công. Dieter sau đó trở nên hạnh phúc hơn sau khi được Tenma cứu khỏi sự ngược đãi của Hartmann. Dieter đi theo Tenma trong cuộc tìm kiếm Johan để ngăn Tenma trở thành kẻ sát nhân vì cậu bé yêu quý anh. Cậu hợp tác với Nina để giúp cô tìm hiểu thêm về quá khứ của mình và hỗ trợ tinh thần cho cô khi những ký ức đau thương của cô lại hiện lên (vì cậu bé cũng bị ngược đãi tương tự). Dieter dường như đã tiếp thu một số niềm tin và sự lạc quan của Tenma về cuộc sống.
- Eva Heinemann (エヴァ・ハイネマン, Eva Haineman)

Lồng tiếng bởi: Mami Koyama
Eva là vợ sắp cưới của Tenma và là con gái của Giám đốc Bệnh viện Eisler Memorial. Cô độc lập, hời hợt, hách dịch, ồn ào, khắt khe và lôi kéo. Cô cũng độc ác, hay chế nhạo, hạ thấp phẩm giá và ghét việc không làm theo ý mình. Mặc dù cô yêu Tenma nhưng đôi khi lại đối xử tàn nhẫn với anh. Sau khi cha cô giáng chức Tenma vì không tuân theo mệnh lệnh của ông ta, cô đã nhẫn tâm chia tay Tenma. Vụ sát hại giám đốc Heinemann (cha cô) đã gây tổn thất nặng nề cho cô. Cô cố gắng làm hòa với Tenma nhưng anh lặng lẽ từ chối cô. Mặc dù cô không nghi ngờ Tenma đã gây ra cái chết cho cha cô, nhưng cô vẫn vô cùng hy vọng được thấy anh phải chịu cảnh trong tù để trả thù cho việc đã từ chối cô.
Vào cuối bộ truyện, cô trở thành một người trang trí nội thất, người đã giải tỏa sự tức giận của mình với Tenma và nỗi đau buồn dành cho Martin khi cô đến thăm bác sĩ Reichwein. Trong Another Monster, Eva giải thích rằng cô chia tay Tenma sau khi Giám đốc Heinemann giáng chức anh ta vì cha cô cần một cánh tay phải mà ông có thể đặt toàn bộ niềm tin vào. Eva vẫn nhấn mạnh rằng việc phá bỏ hôn ước là quyết định tỉnh táo của chính cô.

### Phụ

#### Otto Heckel (オットー・ヘッケル,Ottō Hekkeru)
Lồng tiếng bởi: Yoshito Yasuhara
Một tên trộm răng khểnh tình cờ gặp Tenma khi hắn đột nhập vào nhà một nạn nhân vụ giết người nơi Tenma đang điều tra. Heckel không quan tâm đến việc Tenma giải quyết bí ẩn xung quanh con quái vật (Johan); hắn ta bận tâm đến việc kiếm tiền nhanh chóng bằng mọi cách cần thiết.
"The Baby" (赤ん坊, Akanbō)
Lồng tiếng bởi: Kazuo Kumakura
Một nhà lãnh đạo Đức Quốc xã và có chiều cao tương đối thấp bé. Ông ta coi Johan như là người lãnh đạo Arya lý tưởng, có thể trở thành Adolf Hitler tiếp theo để đưa nước Đức trở nên nổi tiếng. Ông làm việc cho bốn cá nhân sẵn sàng chào đón Johan với tư cách là một nhà lãnh đạo chính trị bất chấp việc Nina và Tenma liên tục nhấn mạnh rằng Johan không có hứng thú. 
Tướng Helmut Wolf (ヘルムート・ヴォルフ, Herumūto Vorufu) 
Lồng tiếng bởi: Kōichi Kitamura
Là một người lính già là người đầu tiên tìm thấy cặp song sinh, đã đặt tên cho Johan (tên của cậu bé trong cuốn sách ảnh có tên Quái vật vô danh) và gửi Johan đến 511 Kinderheim. Mặc dù là thành viên của tổ chức cánh hữu với mục tiêu đưa Johan trở thành nhà lãnh đạo của nước Đức, Wolf thực sự không muốn biến Johan trở thành Quốc trưởng thời hiện đại.
Rudi Gillen (ルディー・ギレン, Rudī Giren)
Lồng tiếng bởi: Takayuki Sugo
Một nhà tội phạm học và là một trong những bạn học cũ của Tenma ở trường đại học (cựu sinh viên của Bác sĩ Reichwein). Anh giúp đỡ Tenma bằng cách cứu anh khỏi bị bắt và thu thập thông tin về Johan từ những tên tội phạm mà Johan đã gặp. Gillen có cái nhìn sâu sắc về Johan và động cơ của hắn ta, nhưng vẫn bối rối trước hành động của Johan.
Roberto (ロベルト, Roberuto)
Lồng tiếng bởi: Nobuyuki Katsube
Là một người đàn ông to lớn, vạm vỡ và là một trong số những người đến từ trại trẻ mồ côi 511 Kinderheim mà Johan điều khiển. Hắn ngưỡng mộ Johan thường xuyên làm vệ sĩ và sát thủ cho Johan. Trong số tay sai của Johan, Roberto xuất hiện thường xuyên nhất với tư cách là kẻ thù chính của sê-ri.
Hans Georg Schuwald (ハンス・ゲオルグ・シューバルト, Hansu Georugu Shūbaruto)
Lồng tiếng bởi: Michio Hazama
Ông được biết đến với biệt danh "Ma cà rồng xứ Bavaria" (バイエルンの吸血鬼, Baierun no Kyūketsuki), là một doanh nhân thành đạt, sống ẩn dật, bị liệt hai chân người có ảnh hưởng mạnh mẽ đến nền kinh tế châu Âu. Gần như bị mù, Schuwald thuê một số sinh viên từ Đại học Munich (nơi ông tặng thư viện) thuê một số sinh viên để đọc tiếng Latinh cho ông. Ông có một đứa con trai với một cô gái điếm tên là Margot Langer. 
Margot Langer (マーゴット・ランガー, Māgotto Rangā) 
Lồng tiếng bởi: Atsuko Tanaka, Kazuko Yanaga (giả)
Là một gái điếm và là mẹ của con trai Hans Georg Schuwald, Karl Neumann. Tên thật của cô ấy là Helenka Novakova (ヘレンカ・ノヴァコバー, Herenka Novakobā). Khi cô và một người bạn nhập cư trái phép vào Đức từ Praha, bạn của cô đã bị bắt. Nhưng Margot đã thành công và làm gái cao cấp, người cuối cùng trở thành người tình của Schuwald. Nhiều năm sau khi sinh ra Karl, cô đã đuổi anh đi vì tình mẫu tử để anh không bị coi là "con trai của một gái điếm". Sau khi nghỉ hưu, cô sống với Johan trong tình bạn và kể cho Johan nghe về quá khứ của cô và mẹ của Johan. Blue Sophie, người sau này đóng giả là Margot, sau đó cũng bị Johan ra lệnh Roberto giết chết.
Karl Neumann (カール・ノイマン, Kāru Noiman) 
Lồng tiếng bởi: Tomokazu Seki
Karl là sinh viên tại Đại học Munich và là con trai của Schuwald và Langer (người đã gửi anh đi để có một cuộc sống tốt đẹp hơn). Karl dành phần lớn thời thơ ấu của mình trong sự chăm sóc nuôi dưỡng, cho đến khi gia đình Neumann nhận nuôi anh; anh tỏ ra yêu thương và chăm sóc họ như cha mẹ của mình. Neumann cố gắng đến gần Schuwald mà không để ông ta biết rằng anh là con trai ông.
Lotte Frank (ロッテ・フランク, Rotte Furanku)
Lồng tiếng bởi: Kyoko Hikami
Là một sinh viên tại Đại học Munich, người đang cố gắng chiếm được trái tim của Karl Neumann, vì vậy cô đã hỗ trợ anh điều tra về cha và người mẹ quá cố của anh. Khi Karl từ chối (và vô tình làm bẽ mặt) cô bằng cách nhờ người khác "hẹn hò" với cô, cô đã bị tổn thương và được Nina an ủi; họ nhanh chóng trở thành bạn bè. 

#### Bác sĩ Reichwein
Lồng tiếng bởi: Ichirō Nagai
Julius Reichwein (ユーリウス・ライヒワイン, Yūriusu Raihiwain) là một nhà tâm lý học chuyên tư vấn và hỗ trợ phục hồi người nghiện rượu. Ông bị cuốn vào bí ẩn xung quanh "Quái vật" sau khi một trong những bệnh nhân của mình (Richard Brown) được cho là chết trong một vụ tai nạn say rượu khi đang điều tra Johan Liebert. Sau đó thì trở thành người giám hộ cho Dieter (giúp đỡ Tenma và bảo vệ anh) và chăm sóc tâm lý cho Nina, Eva và những người khác. 
Wolfgang Grimmer (ヴォルフガング・グリマー, Vorufugangu Gurimā) 
Lồng tiếng bởi: Hideyuki Tanaka
Là một nhà báo tự do đang nghiên cứu về 511 Kinderheim, người bị lôi kéo vào cuộc tìm kiếm Johan khi anh giúp đỡ Tenma. Gần như luôn mỉm cười, anh có vẻ là một người đàn ông thân thiện, lịch sự và tốt với trẻ em. Tuy nhiên anh dường như có một mặt tối; từng là đối tượng ở 511 Kinderheim, anh đã phát triển một tính cách khác: một chiến binh hung hãn bảo vệ chính mình khi bị căng thẳng, người mà anh hay gọi là "Steiner Tuyệt Vời" (超人シュタイナー), sau một chương trình truyền hình mà anh đã xem khi còn nhỏ. Do được đào tạo làm điệp viên sau thời gian ở 511 Kinderheim, anh thừa nhận mình không giỏi bày tỏ cảm xúc. 
Jan Suk (ジャンスク, Jan Suku) 
Lồng tiếng bởi: Hisayoshi SUganuma
Là một thám tử của cảnh sát Praha đang cố gắng giải quyết bí ẩn liên quan đến cái chết của thám tử cấp trên Zeman. Zeman đang điều tra cái chết của một cựu hiệu trưởng tại 511 Kinderheim, với Grimmer là nghi phạm, thì Jan Suk phát hiện ra Zeman đang làm việc với cảnh sát mật Tiệp Khắc. Anh hay tâm sự với Anna Liebert (Johan giả dạng em gái mình), một phụ nữ tóc vàng anh nhớ gặp ở quán bar. 
Fritz Verdemann (フリッツ・バーデマン, Furittsu Bādeman)  
Lồng tiếng bởi: Ryūsuke Ōbayashi
Là một luật sư được người dân ở Düsseldorf thuê sau khi Tenma bị bắt ở Praha. Verdemann đã tự xưng là luật sư bào chữa, bào chữa cho chính cha mình (người đã chết trong tù vì nghi ngờ là gián điệp, trước khi được minh oan). Anh đã kết hôn và trong suốt bộ phim, vợ anh đã sinh con gái. Verdemann thích nghe bài "Over the Rainbow" của Phù thủy xứ Oz. 
Jaromir Lipski (ジャロミール・リプスキー, Jaromīru Ripusukī)  
Lồng tiếng bởi: Hiroaki Hirata
Là một nghệ sĩ múa rối thất bại ở Praha, người gặp Nina khi cô đi ngang qua thành phố để truy đuổi Johan. Được truyền cảm hứng từ cô, Lipski bắt đầu thực hiện một chương trình mới với một con rối mới giống cô ấy. Tuy nhiên, Lunge sớm phát hiện ra anh là con trai của Franz Bonaparta.
Martin Reest (マルティン・レースト, Marutin Rēsuto)
Lồng tiếng bởi: Shuuichi Ikeda
Martin ở tù 8 năm vì bắn bạn gái với tình nhân của cô ấy. Sau khi ra tù, anh làm việc cho Baby. Martin ghét uống rượu vì tuổi thơ của anh với một người mẹ nghiện rượu. Peter Čapek tuyển anh để đưa Eva Heinemann đến Frankfurt và làm vệ sĩ cho cô. Eva đi cùng anh ta để tránh bị Roberto giết. Trong một quán bar, họ trao đổi những câu chuyện về cuộc sống lãng mạn của mình cũng như Eva cố gắng biến anh thành hình ảnh chính xác của Tenma.
Peter Čapek (ペトル・チャペック, Petoru Chapekku) 
Lồng tiếng bởi: Nobuo Tanaka
Là cá nhân cuối cùng trong tổ chức: một người đàn ông bí ẩn đeo kính cận, tóc trắng, chịu trách nhiệm về nhiều sự cố trong sê-ri. Ông ta là người có cấp bậc cao nhất trong tổ chức và cố gắng kiểm soát "ác quỷ" bằng cách cho mình gặp Kristoff Sievernich. Thời trẻ, Čapek là học trò của Franz Bonaparta và tham gia thí nghiệm trên cặp song sinh Liebert. Khi Čapek đến Frankfurt, ông bắt đầu đọc sách cho trẻ em nghe, nhưng chúng thay đổi, trở nên tự sát và bạo lực. Čapek là bạn cũ của nha sĩ Milan Kolasch, người đã đổ lỗi cho Peter về vụ bạo loạn giết chết những người thân yêu của mình. 
Kristoff Sievernich (クリストフ・ジーヴァーニッヒ, Kurisutofu Jīvānihhi) 
Lồng tiếng bởi: Masashi Hironaka
Là đệ tử của Johan và là một người sống sót khác của 511 Kinderheim; anh được gia đình Sivernich mua lại từ những kẻ buôn trẻ em. Con trai của một chính trị gia, anh ta được chiều chuộng. Anh và Johan đồng ý đoàn tụ 10 năm sau khi trốn khỏi trại trẻ mồ côi; họ được giới thiệu tại một bữa tiệc bởi Eva Heinemann (người được thuê để chỉ vị trí Johan). Người cha dượng quá cố của anh là một trong bốn cá nhân trong tổ chức tân Quốc xã và Sivernich có khả năng sẽ kế nhiệm ông. Anh ta có những phẩm chất tương tự như Johan.
Franz Bonaparta (フランツ・ボナパルタ, Furantsu Bonaparuta) 
Lồng tiếng bởi: Nachi Nozawa
Là người chịu trách nhiệm về thí nghiệm ưu sinh dẫn đến sự ra đời của cặp song sinh Liebert, đồng thời là tác giả của những cuốn sách ảnh dùng để dạy dỗ những đứa trẻ của Biệt thự Hoa Hồng Đỏ; đáng chú ý là Quái vật vô danh, từ đó Johan lấy tên và phương thức hoạt động của mình. Những câu chuyện của ông đầy ẩn dụ và biểu tượng, thường có quái vật là nhân vật quan trọng. Hầu hết ông cũng ủng hộ ý tưởng rằng bản chất con người chứa đựng khả năng trở thành thiện hoặc ác, mặc dù các tác phẩm của ông có xu hướng tố cáo loài người hơn là nâng đỡ nó. Ông là cha của Jaromir Lipski và tên thật là Klaus Poppe (クラウス・ポッペ, Kurausu Poppe). Là tác giả viết sách dành cho trẻ em, ông sử dụng nhiều bút danh như Emil Scherbe (エミル・シェーベ, Emiru Shēbe), Jakub Farobek (ヤコブ・ファロベック, Yakobu Farobekku) và Helmuth Voss (ヘルムート・フォス, Herumūto Fosu), ngoài tên thật của ông ấy.

#### Viera Černá
Lồng tiếng bởi: Gara Takashima, Houko Kuwashima (trẻ)
Là mẹ của Johan và Anna/Nina, đồng thời là bạn của Margot Langer. Những đứa con của cô được tạo ra như một phần trong thí nghiệm của Franz Bonaparta. Cô học kỹ thuật di truyền tại Đại học Mendel. Cô không hề hay biết, một thành viên trong quân đội đã được lệnh phải có con với cô. Nhưng sau khi thực sự yêu nhau, anh đã nói cho cô biết sự thật và họ cùng nhau bỏ trốn.

## Sản xuất
Urasawa tiết lộ rằng ông đã gửi ý tưởng sáng tác một bộ manga về đề tài y khoa cho phía tòa soạn vào khoảng năm 1986, nhưng nhận thấy rằng tổng biên tập của tòa sạn lại không thích ý tưởng này. Vì thế ông đã nảy ra trò đùa đề xuất một câu chuyện về môn judo của nữ, từ đó ra đời tác phẩm solo đầu tiên của ông mang tên Yawara! (1986–1993).
Ý tưởng đầu tiên về Monster đến từ bộ phim truyền hình Mỹ The Fugitive ở thập niên 1960, tác phẩm ấy đã tác động mạnh đến Urasawa lúc ông xem bộ phim năm 8 tuổi. Trong phim, một vị bác sĩ bị kết tội oan cho hành vi sát nhân, nhưng rồi đào tẩu và tìm được kẻ sát nhân thực sự trên đường chạy trốn khỏi cảnh sát. Ông cho biết tổng biên tập đã quả quyết rằng bộ truyện sẽ không bán chạy và cố gắng ngăn ông sáng tác bộ manga.
Ngành công nghiệp y khoa ở Nhật Bản chịu ảnh hưởng nặng bởi những hoạt động thực tập chuyên môn ở Đức, do đó cũng dễ hiểu khi tác giả đã lấy bối cảnh của Monster tại Đức. Nước Đức thời hậu chiến được lựa chọn nhằm đưa chủ nghĩa Quốc xã mới vào tình tiết của bộ truyện. Khi bắt tay vào chắp bút Monster vào cuối năm 1994, Urasawa đang bận viết dở bộ manga Happy! nên sau đó cho xuất bản cả hai tác phẩm cùng một lúc. Khi các tập truyện Happy! khép lại vào năm 1999, ông liền viết tiếp ngay 20th Century Boys. Do cùng một lúc sáng tác Monster và 20th Century Boys, Ursawa đã phải nhập viện trong một thời gian ngắn vì bị kiệt sức.

## Truyền thông

### Manga
Do Urasawa Naoki làm tác giả kiêm minh họa, Monster được xuất bản trên Big Comic Original từ tháng 12 năm 1994 đến tháng 12 năm 2001. 162 chương truyện được thu thập định kỳ thành 18 tập tankōbon  do Shogakukan xuất bản, chương đầu ra mắt vào ngày 30 tháng 6 năm 1985 và chương cuối ra mắt vào ngày 28 tháng 2 năm 2002. Monster có 9 tập Kanzenban tái phát hành từ 30 tháng 1 đến 29 tháng 8 năm 2008.
Monster được cấp giấy phép phát hành tại Bắc Mỹ bởi Viz Media – hãng đã cho xuất bản 18 tập từ 21 tháng 2 năm 2006 đến 16 tháng 2 năm 2008. Viz còn cho phát hành phiên bản kanzenban của bộ truyện mang tên Monster: The Perfect Edition, ra mắt từ ngày 15 tháng 7 năm 2014 đến 19 tháng 7 năm 2016. Tác phẩm còn có nhiều ấn bản địa phương tại nhiều quốc gia, như tại Đức của Egmont Manga & Anime, tại Pháp và Hà Lan của Kana, tại Tây Ban Nha của Planeta DeAgostini, tại Brasil của Conrad Editora và về sau là Panini Brasil, tại Argentina của Larp Editores, tại Đài Loan của Nhà xuất bản Đông Lập và tại Mexico của Grupo Editorial Vid.

### Anime
Hãng phim Madhouse là đơn vị chuyển thể Monster thành một bộ anime, cho phát sóng từ 7 tháng 4 năm 2004 đến 28 tháng 9 năm 2015 trên Nippon TV. Bộ anime do Kojima Masayuki làm đạo diễn và Urahata Tatsuhiko chắp bút kịch bản, với các nguyên mẫu nhân vật do Kōsaka Kitarō – họa sĩ diễn hoạt lâu năm của Studio Ghibli thiết kế, còn khâu xử lý các nhân vật đưa lên anime do Fujita Shigeru đảm trách.
Bộ anime có chứa một bản nhạc hiệu hòa tấu "Transiente" của ban nhạc folk người Chile Quilapayún, bản nhạc trên được lấy từ album Tralalí Tralalá (1984) của nhóm. David Sylvian được giao nhiệm vụ sáng tác bài nhạc hiệu kết phim "For the Love of Life" với sự hợp tác giữa ông và Kuniaki Haishima. Trong phần ghi chú trên bìa đĩa soundtrack chính thức, ông cho hay: "Tôi bị nội dung của Monster thu hút bởi tình cảnh đạo đức khó xử mà nhân vật chính của phim phải đối mặt. Phần âm nhạc êm đềm bên ngoài như tiết lộ cho người nghe những ảnh hưởng ngầm tăm tối hơn, thể hiện lương tâm của nhân vật chính và các đề tài về đạo đức, số phận, nhẫn nhục và ý chí tự do."
Netflix bắt đầu phát trực tuyến loạt phim này trên phạm vi quốc tế vào ngày 1 tháng 1 năm 2023, công chiếu 30 tập đầu tiên; toàn bộ 74 tập phim đã được cung cấp cho tháng tiếp theo. 

### Chuyển thể phim người đóng
Hãng phim New Line Cinema đã mua lại bản quyền bộ manga để làm tác phẩm điện ảnh chuyển thể người đóng của Monster. Biên kịch từng được đề cử Oscar Josh Olson (A History of Violence) được thuê để chắp bút kịch bản. Mặc dù xưởng phim lúc đầu công bố ra mắt phim vào năm 2009, nhưng dự án dường như rơi vào tình trạng bị quên lãng.
Năm 2013, có nguồn tin tiết lộ rằng Guillermo del Toro và đài cáp HBO của Mỹ đang hợp tác phát triển tập thí điểm của một bộ phim truyền hình người đóng dựa trên Monster. Đồng giám đốc sản xuất Stephen Thompson (Doctor Who và Sherlock) là người chắp bút kịch bản tập thí điểm, còn del Toro giữ vai trò chỉ đạo và làm giám đốc sản xuất bên cạnh Don Murphy và Susan Montford. Năm 2015, del Toro chia sẻ với tờ Latino-Review rằng HBO đã duyệt bỏ qua dự án và đang tiến hành bàn giao dự án cho các xưởng phim khác.

## Đón nhận

### Manga
Monster đã nhận được những đánh giá rất cao từ giới chuyên môn. Tác phẩm đã đoạt Giải xuất sắc ở hạng mục manga tại lễ trao giải Liên hoan nghệ thuật truyền thông Nhật Bản năm 1997, chiến thắng hạng mục Chung tại giải Manga Shogakukan năm 2001 và Giải thưởng lớn (Grand Prize) tại lễ trao giải thưởng Văn hóa Tezuka Osamu lần thứ 3. Hiệp hội dịch vụ thư viện dành cho giới trẻ (YALSA) đã liệt tên bộ truyện trong danh sách những tác phẩm graphic novel hay của năm 2007 do tổ chức này chọn lọc. Ấn bản bằng tiếng Anh của Viz Media thì giành được nhiều đề cử giải Eisner, trong đó có hai lần ở hạng mục "Ấn bản Mỹ của tác phẩm xuất xứ quốc tế xuất sắc nhất – Nhật Bản (2007 và 2009) và 3 lần ở hạng mục "Loạt truyện dài kì xuất sắc nhất" (2007, 2008, 2009). Năm 2009, khi Oricon tiến hành một cuộc bầu chọn xem bộ manga nào mà người Nhật muốn thấy chuyển thể thành phim người đóng nhất, Monster xếp ở vị trí số 5. Monster còn giành giải Manga hay nhất tại Anime Expo 2009.
Cây bút của tạp chí TIME và quán quân giải Pulitzer cho tác phẩm hư cấu Junot Díaz đã dành lời khen cho bộ manga với nhận định: "Urasawa là một báu vật quốc gia tại Nhật Bản, và nếu bạn không sợ đọc sách có tranh, bạn sẽ biết tại sao". Trong bài đánh giá manga Monster cho Anime News Network (ANN), Carl Kimlinger đã ví Urasawa là bậc thầy của thể loại hồi hộp, thấy rằng ông "dễ dàng duy trì sự cân bằng mong manh giữa tin tức sai lệch có chủ ý và phác họa rõ ràng về các mối nguy hiểm mà những nhân vật chính phải đối mặt – yếu tố mà chỉ những tác phẩm giật gân và hồi hộp hay nhất mới làm được." Ông bình luận rằng thậm chí cốt truyện và các nhân vật còn đem lại cảm giác chẳng liên quan gì đến bức tranh vĩ mô hơn "được tổng hòa bởi kế hoạch xuất chúng của Johan". Ông xem nét nghệ thuật trong truyện là "sự hoàn hảo vô hình", chưa bao giờ bị "phô trương hay thừa thãi" với từng khung hình được sắp xếp tốt đến mức làm độc giả dễ quên mất rằng [các họa sĩ] đã phải bỏ ra biết bao công sức để đầu tư vào từng trang truyện." Dù không hề thấy thiết kế ngoại hình của các nhân vật làm mình cuốn hút, Carl lại dành lời khen cho cách biểu lộ cảm xúc của họ, cho rằng các nhân vật "mang tính cách trên khuôn mặt họ, truyền tải những thay đổi qua cách nhìn, tâm lý, suy nghĩ và cảm xúc nội tâm, với những thay đổi trong lối diễn đạt trong phạm vi từ việc hầu như không thể nhìn ra cho đến những chiếc mặt nạ của cơn thịnh nộ, nỗi căm hận và sợ hãi."
Đặc biệt với vai trò nhân vật phản diện của mình, Johan thường xuyên xuất hiện trong danh sách những nhân vật phản diện xuất sắc nhất trong anime, manga và tiểu thuyết. Johan đứng đầu trong danh sách "20 nhân vật phản diện vĩ đại nhất trong Anime" của Paste, với Toussaint Egan nói rằng hắn ta là "Bất chấp tất cả những gì mình có thể đạt được trong quá trình thực hiện Monster của Naoki Urasawa - thao túng hơn 50 người để giết chỉ thông qua gợi ý, đổ tội cho người đàn ông (Tenma) đã cứu mạng mình vì tội giết người, điều hành một hoạt động rửa tiền quy mô lớn ở trung tâm nước Đức và điều phối một mạng lưới giết người bóng tối để thực hiện mệnh lệnh của mình— Johan không có khả năng đặc biệt nào để nói đến, ngoài sở hữu trí thông minh. Không sở hữu cuốn sổ ma thuật nào có khả năng giết chết bất cứ ai có tên được viết trong các trang của nó, không có vật tổ xấu xa nào ban cho hắn ta sự phù hộ của số phận thần thánh, không có gì, hắn ta là một con người, không hơn không kém và đó chính xác là những gì tạo nên Johan thật đáng sợ."
AE Sparrow của IGN đã mô tả Monster là một "bộ phim Hitchcock lấy bối cảnh manga" và cảm thấy sức mạnh thực sự của nó đến từ dàn nhân vật khổng lồ thú vị, mỗi người có "một câu chuyện và lịch sử độc đáo để kể lại".  Carlo Santos, cũng của Anime News Network, gọi Monster là "một bộ phim kinh dị có một không hai" và gợi ý rằng một trong những phẩm chất bị bỏ qua nhiều nhất của nó là "giữa tất cả những bí ẩn và kinh dị, có những khoảnh khắc của tình yêu, hy vọng và tất cả những điều tốt đẹp về nhân loại." Mặc dù cô khen ngợi bộ manga vì nghệ thuật "chính xác về mặt điện ảnh", không bao giờ gây nhầm lẫn cho người đọc và khiến mỗi người trở nên khác biệt về mặt hình ảnh mặc dù có dàn nhân vật đông đảo, Casey Brienza từ cùng một trang web cảm thấy rằng đã dành quá nhiều thời gian để phát triển các nhân vật phụ "những người có khả năng sẽ chết hoặc bị lãng quên chỉ sau vài chục trang" và phần kết của bộ truyện "ra đi với một tiếng thút thít." Brienza lưu ý rằng "không có gì thỏa đáng từng được tiết lộ để giải thích đầy đủ cho tâm lý cực kỳ xáo trộn của [Johan]," nhưng kết luận rằng miễn là người đọc không tìm kiếm "ý nghĩa sâu sắc hoặc suy nghĩ quá kỹ về việc liệu tất cả có phải là tất cả hay không," cuối cùng cũng có ý nghĩa" họ sẽ thích nó.  Leroy Douresseaux của Comic Book Bin, khen ngợi phần cuối của Monster và viết rằng manga "đáng đọc đi đọc lại. Thật là hoàn hảo". 

### Anime
Trang THEM Anime Reviews đã dành cho bản chuyển thể anime của Monster hai từ "phức tạp" và "đẹp đẽ", cho rằng bộ anime có "lối kể chuyện tinh vi và cốt truyện được thêu dệt phức tạp, những nhân vật đáng nhớ, giá trị ngoan đạo của tác phẩm và nhịp phim xuất sắc." Darius Washington của Otaku USA đã tôn vinh Monster là một trong 10 bộ anime hay nhất thập kỷ vừa qua. Carl Kimlinger thì dành lời khen cho phần hoạt họa của Madhouse không chỉ giữ được "chất lượng điện ảnh trong nghệ thuật của Urasawa" mà còn cải tiến nó, cũng như việc Haishima Kuniaki ghi dấu ấn vì đã thêm thắt "cái không khí cực kỳ [hồi hộp] gây dựng tóc gáy vào bộ truyện". Dù lưu ý rằng Viz Media không thể có được bài nhạc hiệu kết phim nguyên tác do vấn đề giấy phép, song Kimlinger vẫn gọi bản nhạc lồng tiếng là một trong những bài hay nhất mà ông nhớ được gần đây.
Kimlinger ca ngợi sê-ri vì "sự trung thực của nó với manga gốc của Naoki Urasawa", nhận xét rằng "không có cảnh nào bị bỏ đi, chỉ một số ít được thêm vào, và theo như tôi có thể nói là không có một câu thoại nào bị thay đổi hay lược bỏ. Với sự trung thực của nó, người hâm mộ manga sẽ biết rằng bộ truyện sẽ không thể hay hơn thế này nữa, bộ truyện này cũng hay như vậy." Cũng như thói quen thường xuyên dành sự chú ý cho các nhân vật mới được giới thiệu thay vì dàn diễn viên chính. Anh ấy cũng mô tả phần kết của bộ truyện là, "chúng tôi cảm thấy hơi thất vọng khi điều chúng tôi thực sự nên làm lại đang vinh quang trong những giây phút cuối cùng có phần lộn xộn, vâng, nhưng đầy phấn khích của một trong những bộ truyện hay của thập kỷ trước". Tuy nhiên, anh ấy cho rằng một cái kết như vậy là điều đáng mong đợi, vì "dù đầy tham vọng, phức tạp và to lớn như Monster, sẽ không có kết luận nào hoàn toàn thỏa đáng. Ai đó chắc chắn sẽ phải thay đổi ngắn gọn, những kết thúc lỏng lẻo nhất định sẽ bị bỏ lại một cách lủng lẳng, và ngay cả khi không, sự thật đơn giản là không có cao trào nào có thể sánh ngang với cách xây dựng của loạt sê-ri". 